# Kentucky Wildcats
Kentucky Wildcats är en idrottsförening tillhörande University of Kentucky och har som uppgift att ansvara för universitetets idrottsutövning.

## Idrotter
Wildcats deltager i följande idrotter:
| Herrar - Amerikansk fotboll - Baseboll - Basket - Fotboll - Friidrott - Golf - Simhopp - Simning - Sportskytte - Tennis - Terränglöpning | Damer - Basket - Fotboll - Friidrott - Golf - Gymnastik - Softboll - Simhopp - Simning - Sportskytte - Tennis - Terränglöpning - Volleyboll |

## Idrottsutövare

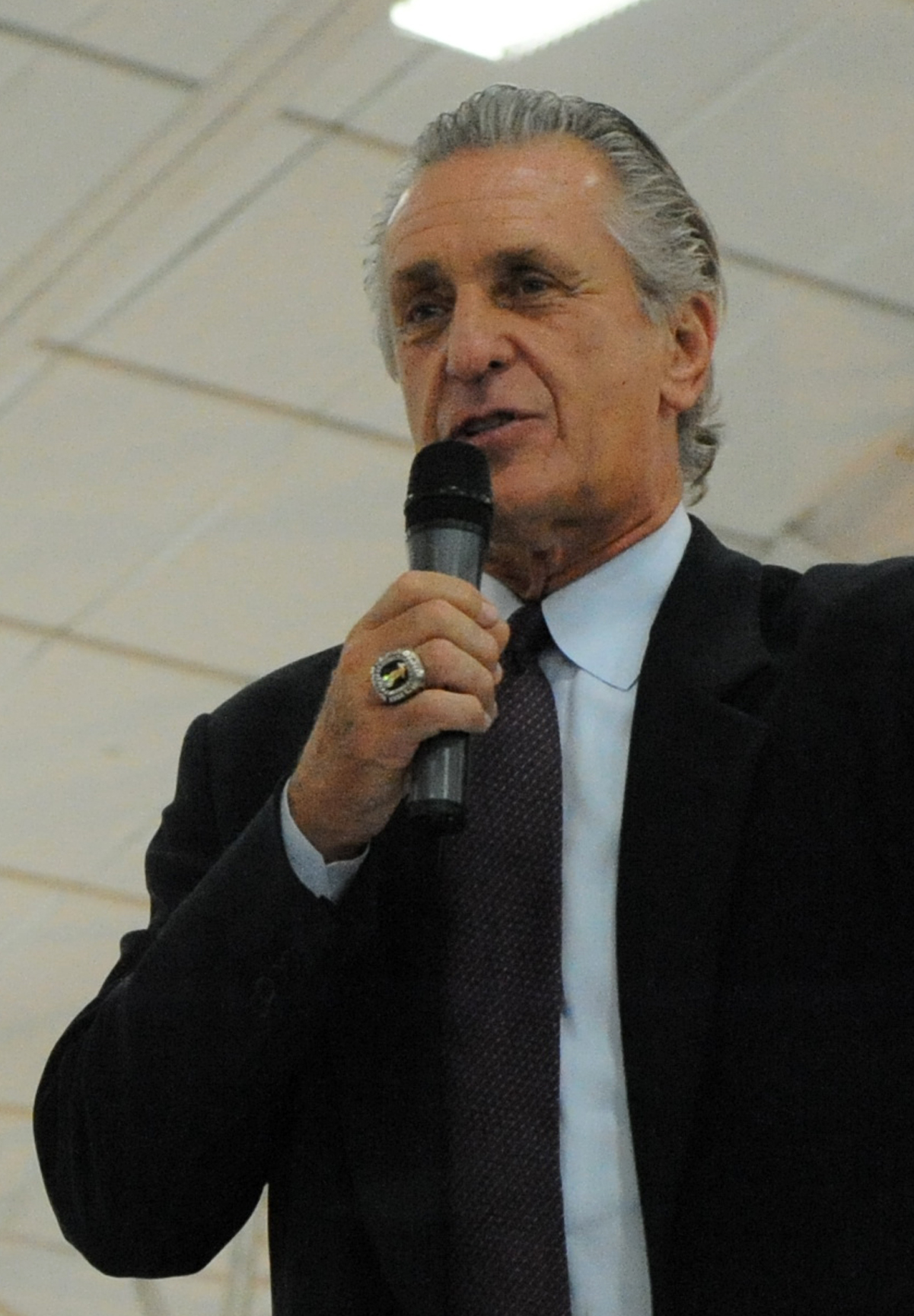
Pat Riley.

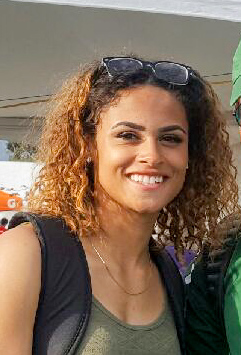
Sydney McLaughlin-Levrone.

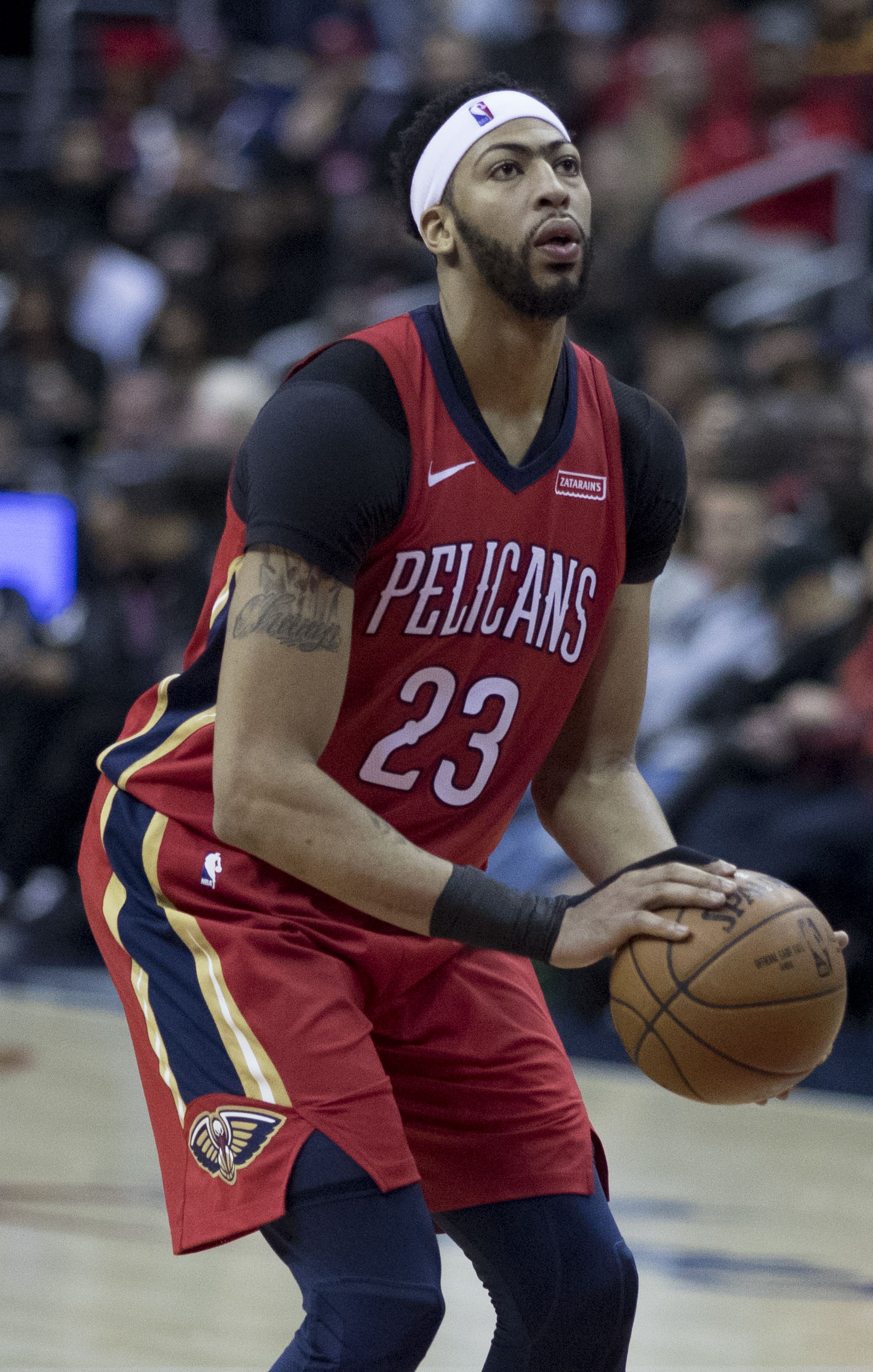
Anthony Davis.

| Amerikansk fotboll - Derek Abney - Logan Stenberg Baseboll - Chad Green - James Paxton Basket - Bam Adebayo - Cliff Barker - Ralph Beard - Devin Booker - Brandon Boston Jr. - Keion Brooks Jr. - DeMarcus Cousins - Anthony Davis - Rob Dillingham - Justin Edwards - Shai Gilgeous-Alexander - Alex Groza - Ashton Hagans - Tyler Herro - Rhyne Howard - Isaiah Jackson - Keldon Johnson - Terrence Jones - Johnny Juzang - Kevin Knox II - Skal Labissière - Chris Livingston - Trey Lyles - Tyrese Maxey | - Malik Monk - Jamal Murray - Nerlens Noel - Tayshaun Prince - Immanuel Quickley - Julius Randle - Antonio Reeves - Nick Richards - Pat Riley - Kenny Rollins - Rajon Rondo - Olivier Sarr - Jeff Sheppard - Reed Sheppard - Jacob Toppin - Karl-Anthony Towns - Oscar Tshiebwe - Jarred Vanderbilt - John Wall - Cason Wallace - P.J. Washington - TyTy Washington Jr. Golf - Nancy Scranton Friidrott - Jasmine Camacho-Quinn - Kendra Harrison - Sydney McLaughlin-Levrone - Passion Richardson - Abby Steiner |